# イオンリテール
イオンリテール株式会社（英: AEON RETAIL Co., Ltd.）は、千葉県千葉市美浜区の幕張新都心に本社を置く、東北地方を除く本州と四国で総合スーパー（GMS）およびスーパーマーケット（SM）の「イオン」や「イオンスタイル」などを運営する企業である。イオン株式会社の完全子会社であり、大手流通グループ「イオングループ」の中核企業である。

## 概要
イオンは、ライバル企業の買収などでグループが肥大化する一方、いわゆる「まちづくり3法」によるイオンが得意としてきた郊外型店舗の出店規制、さらにはアメリカ合衆国のサブプライムローン問題に端を発する経済の先行き不透明さなどが相まって、消費低迷により売り上げが減少するようになった。そこで、グループの重複事業を整理し、より効率的な運営を行うため、イオン株式会社はグループの純粋持株会社に転換し、小売事業を休眠会社であった当社に切り離して継承させた。
当分の間はそれまでイオン自身が行っていた店舗運営のみを行うが、今後は順次グループ内の小売り事業の整理が進められることになっている。

## 沿革
- 1986年（昭和61年）7月30日：鳥取県鳥取市に新日本海ショッピングタウン（現鳥取ショッピングシティ）を管理運営する「株式会社新日本海ショッピングタウン」を設立。
- 1989年（平成元年）9月：ジャスコ株式会社が株式会社新日本海ショッピングタウンを買収。
- 1999年（平成11年） - 2000年（平成12年）頃：新日本海ショッピングタウンの運営をジャスコ株式会社に譲渡、株式会社新日本海ショッピングタウンは休眠会社へ移行。
- 1999年（平成11年）12月：「株式会社新日本海ショッピングタウン」を「イオン株式会社」に商号変更。この商号変更には、親会社であるジャスコ株式会社が、将来的にイオン株式会社への商号変更を可能にし、グループ外の他社に先に商号を取得されないようにするための商号保全の目的があり、ジャスコ株式会社は2001年にイオン株式会社に商号変更した。したがって、以後2007年11月までイオングループ内に「イオン株式会社」が2社あった状態になる。
- 2007年（平成19年）11月：商号保全会社の「イオン株式会社」を「イオンホールディングス株式会社」に商号変更。これも、親会社のイオン株式会社が純粋持株会社に移行する際に商号変更する可能性を考慮して商号保全の目的でなされた商号変更であるが、同社の純粋持株会社移行に際して商号変更は行われなかった。
- 2008年（平成20年）
  - 4月7日：「イオンリテール株式会社」に商号変更[6]。
  - 8月17日：国内小売業では初の試みとして漁業協同組合JFしまねとの直接取引を開始。大阪府・京都府・島根県・鳥取県内のジャスコで販売される。この件は同年10月25日に放送されたJNN系列『情報7days ニュースキャスター』で紹介された。
  - 8月21日：イオン株式会社を分割し、そのうちの小売事業部門を吸収。事業開始。
  - 10月20日：JFいしかわとの直接取引を開始。中部地区のジャスコにて取り扱う。
- 2009年（平成21年）
  - 3月29日：江の島片瀬漁業協同組合との直接取引を開始。神奈川県・東京都・埼玉県・千葉県のジャスコにて取り扱う。
  - 8月21日：IT機能に係わる資産を当社から分割し、イオンが全額出資する機能会社イオンアイビスを設立[7]。
  - 9月1日：葬祭事業として「イオンのお葬式」を開始。
  - 9月12日：イオンリテール東北カンパニーと東北地域のイオングループ3社（マックスバリュ東北・イオンスーパーセンター・サンデー）との間の協業組織として「イオン東北食品商品部」を新設[8]。
  - 9月17日：イオンリテールが運営する静岡県と愛知県内の「マックスバリュ」6店舗をマックスバリュ東海へ譲渡[9]。
  - 9月21日：イオンリテールが運営する香川県内のショッピングセンター2店舗の全事業をマックスバリュ西日本へ譲渡[9]。
- 2010年（平成22年）
  - 2月21日：一部店舗を除くスーパーマーケット事業を吸収分割により、イオン株式会社が新たに設立するマックスバリュ地域子会社6社（マックスバリュ北東北・マックスバリュ南東北・マックスバリュ関東・マックスバリュ中京・マックスバリュ長野・マックスバリュ北陸）へ継承[10]。
  - 4月27日：生活雑貨専門店「R.O.U（アール・オー・ユー）」事業を立ち上げ、イオン津田沼ショッピングセンター（現・イオンモール津田沼）とイオンレイクタウン（Kazeゾーン）に2店舗を同時オープン[11]。
  - 12月1日：GMS事業の再編に伴い、イオンリテール子会社のイオンマルシェを吸収合併[12]。
- 2011年（平成23年）
  - 1月28日：イオンスーパーセンター転換店舗1号店として、滋賀県野洲市に「ザ・ビッグエクストラ」を開店。
  - 3月1日：GMS事業の再編に伴い、グループ会社のマイカルを吸収合併[12]。同時に「ジャスコ」・「サティ」の店舗ブランドを7月18日に閉店予定の広島サティ以外の店舗を「イオン」に統一し、「ビブレ」の運営を引き継いだ。
  - 4月27日：韓国のトップコスメブランド「THEFACESHOP（ザ・フェイスショップ）」の日本総代理店となり、同日よりオンラインショップ「イオンショップ」での販売を開始[13]。同年5月2日にイオン津田沼店とイオン姫路大津店にカウンセリング式のコーナーをオープン。
  - 6月10日：日本通信と提携しb-mobileSIM（イオン限定サービス）の提供を開始[14][注釈 2]。
  - 7月18日：広島サティを閉店。サティが消滅。
  - 8月21日：イオンリテール運営のザ・ビッグエクストラ、メガマート（信州池田店を除く）、イオンスーパーセンター21店舗を新設のイオンビッグへ[15]、メガマート信州池田店をマックスバリュ長野へ[16] それぞれ継承。
  - 11月21日：イオンリテール運営のモール型ショッピングセンター48か所を「イオンモール」へ、ネイバーフッド型ショッピングセンター（NSC）33か所を「イオンタウン」へそれぞれ名称変更[17]。同時にイオンリテールが運営していたNSC62か所を吸収分割によりイオンタウン株式会社へ継承[18]。
- 2012年（平成24年）
  - 1月21日：小型スーパーマーケット業態「まいばすけっと」事業を、吸収分割により新設のまいばすけっと株式会社へ継承[19]。
  - 9月21日：「イオンバイク」で展開するサイクル事業の一部（関東地区の店舗）を新設分割により、当社子会社のイオンバイクへ継承[20]。
- 2013年（平成25年）
  - 3月1日：「イオンリカー」で展開するリカー事業の一部（単独出店している21店舗）を分割し、イオン株式会社の子会社であるイオンリカーへ継承[21]。
  - 10月8日：兵庫県にリカー専門店「イオンリカー」・調剤併設型ドラッグストア・クリニック/美容施設で構成される新業態店舗「イオン リカー&ビューティー川西店」をオープン、この地は2008年2月まで営業していた「ジャスコ川西店」跡で、食品スーパー機能は隣接する「KOHYO川西店」が担う[22]。
  - 11月1日：イオンリテール運営のショッピングセンター69ヶ所がイオンモールへ移管される[23]。
  - 11月30日：ブランドの垣根を越えたスタイル別で展開し、カフェやネイルサロンも併設したファッション・生活雑貨のワンフロア型大型専門店「FT（エフティ）」事業を立ち上げ、イオンタウン吉川美南内に1号店の「FT吉川美南店」をオープン[24]。
- 2014年（平成26年）
  - 3月1日：組織再編により地域ごとのカンパニー体制が見直され、従来の「北陸信越カンパニー」を各地域の事業部ごとに分割し、新潟事業部は「北関東カンパニー」と統合して「北関東・新潟カンパニー」に、長野事業部は「東海カンパニー」と統合して「東海・長野カンパニー」に、北陸事業部は「東近畿カンパニー」・「西近畿カンパニー」と統合して「近畿・北陸カンパニー」となる（「東北カンパニー」・「南関東カンパニー」・「中四国カンパニー」は従来通り）[25]。
  - 9月1日：「イオンのお葬式」として展開していた葬祭事業を親会社のイオン株式会社との共同出資により設立したイオンライフ株式会社へ分社化[26]。
  - 11月15日：従来から展開している「キッズ共和国」を新業態の「KIDS REPUBLIC（キッズ リパブリック）」に刷新し、イオンモール倉敷内に1号店の「KIDS REPUBLIC 倉敷」をオープン[27]。
- 2015年（平成27年）
  - 3月1日：「R.O.U」として展開していた生活雑貨専門店事業と「アコレ」として展開していた小型ディスカウントストア事業をイオン株式会社との共同出資により設立したR.O.U株式会社とアコレ株式会社へそれぞれ分社化[28][29]。
  - 4月9日：株式会社ダイエーのGMS事業のうち、関東・関西地方及び愛知県名古屋市・宮城県・山梨県の「ダイエー」計34店舗を会社分割により継承することに関する基本合意書を締結することを発表（愛知県名古屋市の店舗は同年9月1日付で、関東・関西地方及び宮城県・山梨県の店舗は2016年3月1日付でそれぞれ継承した。）[30]。
  - 4月17日：Apple製品やアクセサリを扱うイオン初のアップル正規代理店（Apple Premium Reseller）「NEWCOM（ニューコム）」を立ち上げ、イオンレイクタウン内に1号店「NEWCOM レイクタウンkaze」をオープン[31]。
  - 6月1日：イオン商品調達株式会社（初代）の機能を移管統合[32]。
  - 9月1日：ダイエーより愛知県内のダイエー5店舗（今池店・金山店・上飯田店・名古屋東店・メイトピア店）を継承（継承は株式会社ダイエーが保有していたイオンリテールストア株式会社の普通株式を一旦イオン株式会社へ承継した後、イオン株式会社から当社へ再承継する2段階の会社分割によるもの[33]）。継承時は店舗ブランドを転換せず「ダイエー」で営業。
  - 9月14日：当社が運営する本州・四国の「イオン」全店舗で公共料金収納代行サービスを開始（なお、当日よりサービスを開始したのは中国・四国エリアが対象で、東海・長野エリアでは8月10日より、東北・北関東・新潟エリアでは9月1日より、近畿・北陸エリアでは翌9月2日より、南関東エリアでは9月10日より先行で順次サービスを開始している）[34]。
  - 9月27日：承継された愛知県のダイエー5店舗の「ダイエー」としての営業を終了[35]。2日間の休業を経て、同年10月1日付で「イオン」へ屋号変更した[36]。
  - 10月14日：新潟県で「清水フードセンター」の屋号でスーパーマーケットを展開する清水商事との出資引受契約を締結して子会社化し、同社がイオングループ入りしたことを発表[37]。
  - 12月4日：宮城県仙台市太白区の富沢駅前にこの日開業した「イオンタウン仙台富沢」の核店舗として、「イオン仙台富沢店」をオープン。当店舗は当社が運営する店舗で初めてとなる売り場面積1,000平方メートル未満の小型スーパーマーケットで、売場面積は約840平方メートルである[38]。
- 2016年（平成28年）
  - 2月26日：2014年から開始している「イオンモバイル」において、当社がMVNO事業者（仮想移動体通信事業者）となり、独自の通信料金プランの提供と、対象の「イオン」店舗での故障修理の受付・登録情報（料金プラン・ユーザー情報）の変更・解約受付を開始[39]。
  - 3月1日
    - ダイエーより本州の一部（関東・関西の一部及び宮城県・山梨県）の「ダイエー」29店舗を継承（継承方法はダイエーが吸収分割によって29店舗の小売事業に関して有する権利義務を承継したイオンリテールストア株式会社の普通株式を、愛知県の店舗を承継した時と同様に、一旦イオン株式会社へ承継した後、イオン株式会社から当社へ承継する2段階の会社分割によるもの[40]）。継承した店舗は後述する「ダイエー碑文谷店」を除く28店舗は3月中に順次「ダイエー」としての営業を終了し、2日間の休業を経て「イオン」へ屋号変更し、3月30日の金剛店（大阪府大阪狭山市）、古川橋駅前店（大阪府門真市）、富雄店（奈良県奈良市）、三田店（兵庫県三田市）の4店舗のブランド変更により、「ダイエー碑文谷店」を除く全店舗の「イオン」への屋号変更を完了した。
    - マックスバリュ東北より新潟県の「マックスバリュ」7店舗を継承（マックスバリュ東北での営業は継承前に終了済）。継承した店舗は改装が行われ、3月15日の村上肴町店（新潟県村上市）を皮切りに順次「イオン」としてオープンし、3月30日の亀田店（新潟県新潟市江南区）を以って全店舗がスーパーマーケット業態の「イオン」としてオープンさせた[41]。
    - ファッションビル事業再編に伴う組織統合に伴い、「フォーラス」・「ビブレ」の運営をOPAへ移管。

  - 3月5日：福島県双葉郡広野町にこの日開業した公設商業施設「ひろのてらす」内に「イオン広野店」をオープン。当店は食料品や日用品を中心に扱うスーパーマーケット業態の店舗となる[42]。
  - 4月8日：イオン葛西店3階に、杖専門店「ステッキ工房 FANTASTICK（ファンタステッキ）」をオープン[43]。
  - 5月5日：ダイエー碑文谷店の閉店によりイオンリテール運営の「ダイエー」が消滅。
  - 7月22日：2010年から発行しているご当地WAON「しずおか富士山WAON」の利用金額の0.1%にあたる額を拠出し、「静岡県富士山後世継承基金」等に対して行った寄付が公益への貢献として認められ、グループ会社のマックスバリュ東海と同時に紺綬褒章を受章[44]。
  - 9月24日：イオン東戸塚店（現・イオンスタイル東戸塚）3階に、キッズリパブリック東戸塚店をオープン。当店より「キッズリパブリック」のブランドロゴ・シンボルマークが一新される[45]。
  - 12月16日：「イオンスタイル碑文谷」（旧：ダイエー碑文谷店）ソフトオープン[46]。
- 2017年（平成29年）8月31日 - イオンモリシア津田沼店とイオン南砂町スナモ店の2店舗を閉店し、運営を株式会社ダイエーへ継承。継承後、改装により同社のフードスタイル業態（AEON FOOD STYLE by daiei）へ転換し、同年9月5日にダイエー津田沼モリシア店とダイエー南砂町スナモ店として再開業する。
- 2018年（平成30年）
  - 3月1日：営業企画担当および営業推進本部を再編し、営業担当を新設。営業担当下に地域カンパニーを配置し、従来の6カンパニー体制から7カンパニー体制へと再編。従来の「北関東・新潟カンパニー」「東海・長野カンパニー」「近畿・北陸カンパニー」からそれぞれ新潟事業部、長野事業部、北陸事業部を分割し、これら3事業部を統合して「北陸信越カンパニー」を新設した（「東北カンパニー」・「南関東カンパニー」・「中四国カンパニー」は従来通り）[47]。
  - 10月10日：全国の食品スーパー事業再編の一環として、当社の東北カンパニーとマックスバリュ東北を経営統合させる方針を発表[48]。
- 2020年（令和2年）
  - 2月26日：同年3月から「レジゴー」の本格展開を発表。
    - 「レジゴー」は貸出用の専用スマートフォンでユーザー自身が商品のバーコードをスキャンし、会計時に専用レジの2次元バーコードを読み取ることで買い物データを連携、決済方法を選択するだけで完了するため、従来のようにレジに並ぶことも待ち時間も発生しない最新鋭のレジシステムである[49]（「レジゴー」は当社以外のイオングループの企業にも拡がり、全国へ導入店舗が順次拡大している）。

  - 3月1日：当社の東北カンパニーの事業（小売店舗59店舗とデベロッパー事業を手がけた29店舗）にかかる権利義務等を、吸収分割によりマックスバリュ東北に承継。マックスバリュ東北は「イオン東北株式会社」に商号変更[50]。また、東北カンパニー事業承継に伴い、東北事業本部を新設。
  - 8月7日：都市型ショッピングセンターの名称を一般公募からの選出により「イオンそよら」とすることを発表し、同年3月28日に開業した「イオンスタイル海老江」を核店舗とするショッピングセンターを「イオンそよら海老江」と命名し、1号店とした[51]。
  - 9月26日：京都府のイオンスタイル京都桂川に、株式会社ニューネクストと共同で企画・開発した紫外線（UV-C）照射による買い物かご除菌装置「ジョキンザウルス」を先行導入。同年11月下旬から同年12月上旬にかけて本州の「イオン」「イオンスタイル」13店舗にも順次導入された[52]。
  - 11月1日：グループ商品調達機能を吸収分割によりイオン商品調達株式会社（同年5月に設立された2代目）へ承継[53]。
- 2021年（令和3年）
  - 3月5日：宮城県宮城郡利府町にこの日開業した「イオンモール新利府 南館」内に「イオンスタイル新利府」[注釈 3]を出店。初となるイオンリテールとイオン東北による共同運営店舗となった[54]。
  - 3月29日：同年9月をめどに、東北事業本部をイオン東北へ事業統合することを発表[55]。
  - 5月25日：東京都内の全店舗（イオンスタイル・イオンおよびザ・ビッグ昭島店）、神奈川県のイオンスタイル座間、千葉県のイオンスタイル幕張新都心の計19店舗で繰り返し使用するリユース容器を利用した商品のショッピングプラットフォーム「Loop（ループ）」に参画する企業による商品の販売を開始。なお、販売開始から1年間、日本国内における「Loop」商品は当社が小売業として唯一取り扱うこととなる[56]。
  - 9月1日：東北事業本部をイオン東北に統合[57]。
  - 9月30日：京都府のイオン東山二条店を閉店。これによりイオン株式会社の前身の一つであるシロの店舗がすべて閉店した。
- 2022年（令和4年）
  - 8月30日：冷凍食品専門業態「@FROZEN（@フローズン）」を開始し、千葉県のイオンスタイル新浦安MONA内にオープン[58]。
  - 11月8日：この日から当社運営の「イオン」「イオンスタイル」で展開を開始したクリスマス好適品（ツリー・オーナメント・オブジェなど）に同年1月にイオングループ入りした株式会社キャンドゥの商品を初導入[59]。
- 2023年（令和5年）
  - 3月1日：出資契約により子会社化した清水商事株式会社を吸収合併[60]。同年2月28日をもって閉店した巻店を除く「清水フードセンター」14店舗の運営を引き継ぐ。
  - 9月1日：グループ会社のイオンディライト株式会社が保有していたアクティア株式会社の全株式を取得して子会社化[61]。
- 2024年（令和6年）
  - 3月1日：子会社のボンベルタを吸収合併[62]。同社が運営するボンベルタ成田（千葉県成田市）は前日の2月29日をもって閉店した（これによりボンベルタのブランドは消滅し、イオングループから百貨店事業を展開するブランドも消滅する）。
  - 4月25日：賛同企業として「中四国物流研究会」に参加。
  - 7月13日：「そよら福井開発」開業。核店舗は「イオンスタイル福井開発」であり、福井県へのイオングループのGMS出店はジャスコピア店の閉店以来21年ぶりで、これによりGMSブランドを「イオン」に統一してから13年目で全47都道府県への出店を達成[63][64]。
  - 7月19日：ボンベルタ成田を「そよら成田ニュータウン」として、リニューアルオープン[62][65]。
- 2025年（令和7年）
  - 3月1日：ダイエーから大阪府の東大阪店[注釈 4]とおおとり店、埼玉県の大宮店の承継を完了（承継に先立って同年1月31日をもって営業終了）[66]。同日、イオンリテールストア株式会社を吸収合併[67]。
  - 4月1日：ダイエーから兵庫県の西宮店[注釈 5]の承継を完了（承継に先立って同年2月28日をもって営業終了）[68]。
  - 4月11日：承継したダイエー東大阪店をフード&ドラッグ（SSM）業態の「イオンスタイル東大阪」としてオープン[69][注釈 6]。
  - 4月26日：承継したダイエーおおとり店を総合スーパー業態の「イオンスタイルおおとり」としてグランドオープン（1階フロアは4月19日に先行オープン）[70]。
  - 5月30日：承継したダイエー西宮店を兵庫県初の都市型ショッピングセンター「そよら西宮今津」としてオープン[71]。
  - 6月14日：承継したダイエー大宮店を専門店併設SSM業態の「イオンスタイル大宮西口駅前」としてオープン[72][注釈 7]。
  - 10月1日（予定）：ダイエーから千葉県のいちかわコルトンプラザ店を承継[73]。

### 歴代社長
| 代 | 氏名     | 期間                  | 旧職 | 新職                                                                         |
| -- | -------- | --------------------- | --- | ---------------------------------------------------------------------------- |
| 1  | 村井正平 | 2008年4月 - 2013年3月 | イオン 専務執行役営業・商品統括担当兼GMS事業EC議長                                                          | イオン 専務執行役社長補佐GMS事業最高経営責任者 兼イオンリテール 取締役会長   |
| 2  | 梅本和典 | 2013年3月 - 2015年2月 | イオン 執行役サービス・専門店・電子マネー事業最高経営責任者 兼イオンディライト 代表取締役社長兼社長執行役員 | イオンリテール 取締役会長                                                    |
| 3  | 岡崎双一 | 2015年2月 - 2019年3月 | イオン 専務執行役 兼イオンモール 代表取締役社長                                                             | イオン 代表執行役副社長GMS事業担当兼国際事業担当 兼イオンリテール 取締役会長 |
| 4  | 井出武美 | 2019年3月 - 2025年2月 | イオンリテール 取締役執行役員副社長営業担当                                                                 | イオン 執行役SM担当                                                          |
| 5  | 古澤康之 | 2025年3月 - 現在      | イオン 執行役ベトナム担当 兼イオンベトナム 取締役社長                                                       |                                                                              |

## 店舗ブランド
イオン / イオンスタイル（総合小売業〈GMS〉・スーパーマーケット〈SM〉）
北海道の店舗はイオン北海道、東北地区の店舗はイオン東北（上記の通りイオンスタイル新利府は当社と共同で運営）、九州地区の店舗はイオン九州、沖縄県の店舗はイオン琉球が展開。当社では以前から日用品・食料品が中心の食品スーパー3店舗、ショッピングセンター 1店舗 を展開していたが、2010年12月にイオンマルシェを吸収合併したことで、かつてのカルフールから改称した総合スーパー6店舗を引き継いだ。2011年3月1日、イオンリテールがマイカルを吸収合併したことにより「ジャスコ」・「サティ」・「マックスバリュ中条店（イオンリテールが唯一運営していたマックスバリュ）」の店舗ブランドは一斉に「イオン」に統一された。ただし、同年7月18日に閉店した広島サティは運営がイオンリテールに移管されたものの、屋号変更を行わず、従来通りの屋号で閉店日まで営業していた。
このうち、イオンモールなどの大型ショッピングセンター内のもの（イオン直営店）は、改装後、衣料品売り場を中心に「イオンスタイルストア」と呼称され、のちに食品売り場も含めて、ファミリー向けのイオン直営店を呼称されるようになっている。2014年以降に新規開業した店舗「イオンスタイル 京都桂川」及び、2015年4月以降の既存店「イオンレイクタウン店」・「イオン鎌取店」・「イオン茨木店」を「イオンスタイルレイクタウン」・「イオンスタイル鎌取」・「イオンスタイル茨木」に屋号変更したのを皮切りに、順次「イオンスタイル」に屋号変更されている。なお、今後は、シニア層向け売り場は「イオングランドジェネレーションストア」へ、ダイエーに店舗運営が移譲される例では、食品重視の都市型総合スーパー店舗を中心に「イオンフードスタイルストア」へと、それぞれ転換する構想である。2015年10月1日に愛知県の「ダイエー」全5店舗もイオンに転換され、2016年3月1日に本州の一部（宮城県・山梨県及び関東・関西地区の一部）の「ダイエー」を継承し、後述するダイエー碑文谷店を除く28店舗も3月中に順次イオンに転換された。
スーパーマーケット業態については2011年のブランド統合時点で存在していた店舗や新規開業の他、マックスバリュ東北から継承した新潟県内の「マックスバリュ」の転換店舗も含まれる。
2021年6月30日には、後述する「ザ・ビッグ」として営業していた八潮南店が「イオン」へ業態転換され、「ジャスコ」として開業した当初の総合スーパー業態へ回帰された。
清水フードセンター（スーパーマーケット）
2023年3月の合併に伴い清水商事から継承したスーパーマーケット業態。新潟県新潟市内に展開している。
そよら（ショッピングセンター）
「イオンスタイル」を核店舗とし、ジムやクリニック、美容室、クリーニングといった日常生活における利用頻度が高い専門店を組み合わせ、テイクアウト・デリバリー専門店やネットで注文した商品の受け取りが可能なクリック&コレクト（ECサイトで商品を購入し、店舗・宅配ボックス・ドライブスルーなど自宅以外の場所で商品を受け取るショッピングスタイル及びその仕組み）サービスなどの充実化、カフェや広場、塾やカルチャー教室といったコミュニティ・学び・体験の場を徒歩圏内で提供する都市型ショッピングセンター。「そよら」の名称は「そら、寄って、楽しんでって!」との呼びかけが由来である。当初は「イオンそよら」の名称だったが、2021年6月16日に2館目となる新金岡（旧イオン新金岡店）のオープンを発表した際に、施設名がイオンを冠さない「そよら」に改められた。
ザ・ビッグ（ディスカウントストア）
元々はマックスバリュ西日本（現・フジ）が展開していた独自業態だったが、全国展開になりつつあるディスカウントストア。当社は東京都の昭島店の1店舗のみを運営する。本店舗は「ジャスコ」から業態転換された店舗で、イオンビッグの設立・継承後も引き続きイオンリテールの運営となっている。建て替えのため2016年5月31日に閉店した倉敷笹冲店、2021年6月30日に「イオン」に転換された八潮南店（前述）も当社が運営を担当していた。
イオンスポーツクラブ（スポーツクラブ）
『スポーツクラブ』と『女性専用フィットネススタジオ』の2形態で運営を行っている。
イオンバイク（自転車専門店）
イオングループが展開する自転車専門店として、2010年8月26日に行徳店（千葉県）をオープン。2012年9月現在は中部・近畿の一部に展開するほか、九州地区ではイオン九州が、北海道ではイオン北海道がそれぞれ展開している（イオン九州では自転車専門店事業の立ち上げ当初、「イオンサイクルショップ」として展開していたが、「イオンバイク」も併用するようになり、「イオンサイクルショップ」からの屋号変更も行われたことで、現在は店舗ブランドを「イオンバイク」に統一している）。なお、関東地区の店舗については新たに設立したイオンバイク株式会社へ事業を継承した。
イオンエクスプレス（小型スーパーマーケット）
大型コンビニをコンセプトとしたSMで、当社では大阪府（平野駅前店）や島根県（上乃木店）に展開している。
宮城県仙台市と名取市に所在する店舗はイオン東北に移管された。
ビブレ / ビブレジーン（ファッション専門店）
マイカルが運営していたファッション専門店で、2011年3月のマイカルの吸収合併に伴って運営を引き継いだ。2016年3月1日に都市型ファッションビル型の9店舗はOPAの運営に移管されたが、専門店業態「ビブレジーン」（ビブレジーンイオンレイクタウンを除く）の運営は引き続きイオンリテールが担当している。
なお、新百合ヶ丘ビブレも当社で運営していたが、2018年にイオン新百合ヶ丘店（現・イオンスタイル新百合ヶ丘）へ統合された。
キッズリパブリック
2014年11月15日に立ち上げた玩具やベビー用品、子供衣料などを複合展開したベビー・キッズ向け総合専門店。1号店となる倉敷店の開業当初は従来から展開していた「キッズ共和国」に代わる新業態となっていたため、看板等に「キッズ共和国」が表記されていたが、2016年4月23日に開業した今治新都市店（イオンモール今治新都市内）からは「キッズ共和国」の表記が無くなり、2016年9月24日に開業した東戸塚店でブランドロゴ・シンボルマーク共に一新された。
2024年3月現在、12県に13店舗を展開しており、ノースポートモール店を除いてイオングループの商業施設内に出店している。
また、「キッズリパブリック」の構成フロアの一つである玩具専門店「モントイズ」は過去に単独でも出店していた（太田店と大和郡山店、いずれもイオンモール内）が、2023年10月まで閉店し、イオンモール内に入居する「イオン」（GMS店舗）の子供用品売場に統合移転された。
イオンモバイル
2016年に業務を開始したMVNO事業。MVNEはNTTコミュニケーションズ（NTTドコモ回線）・IIJ（au回線）。店舗の大半はイオングループ店舗内のインハウスとなっているが、東京・八重洲地下街には独立店舗がある。
店舗の一例

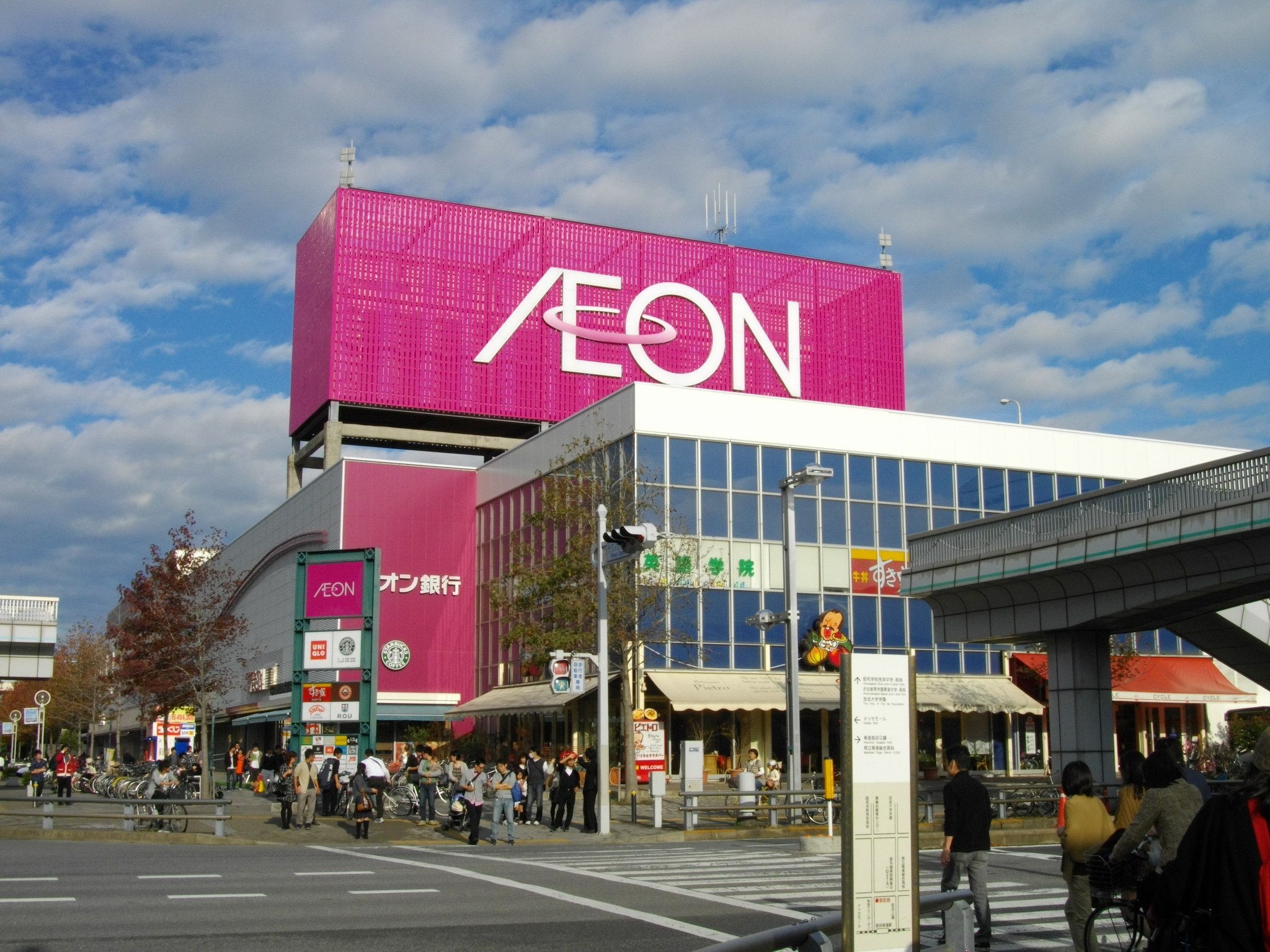
イオン海浜幕張店 （千葉県千葉市美浜区） ※旧カルフール店舗
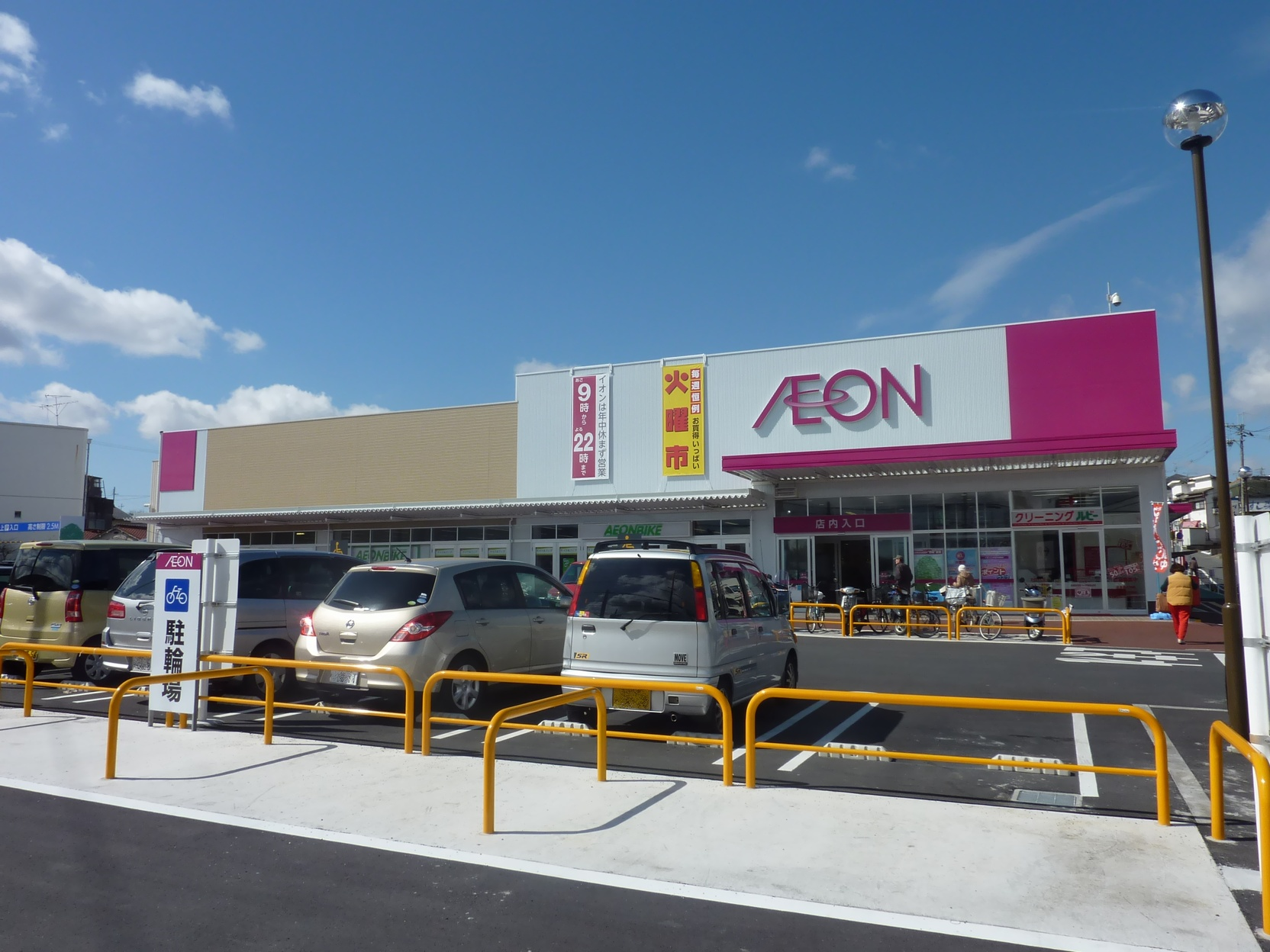
イオンいかるが店 （奈良県生駒郡斑鳩町） ※ジャスコ閉店後の跡地に建設
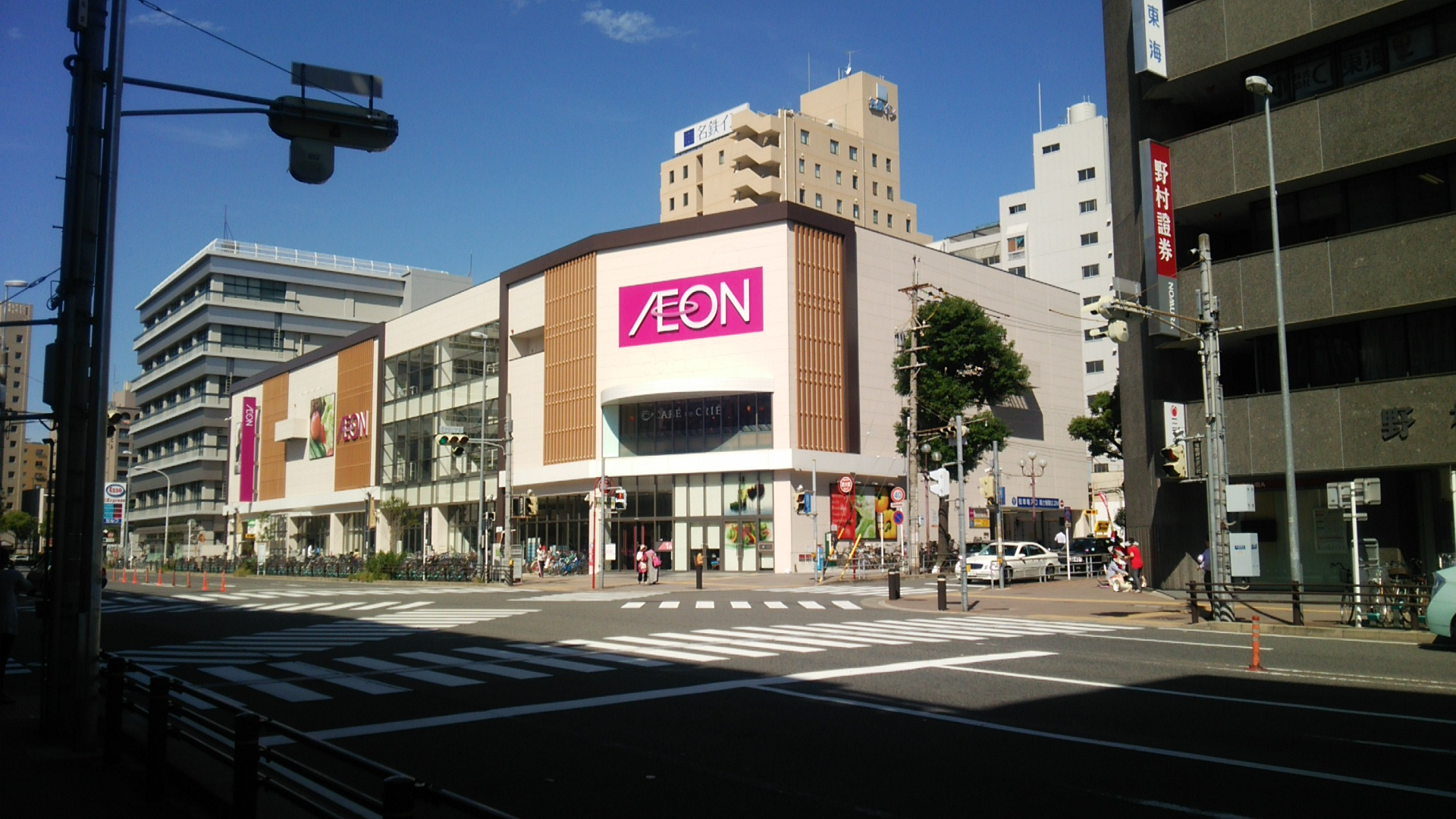
イオン金山店 （愛知県名古屋市中区） ※旧ダイエー店舗
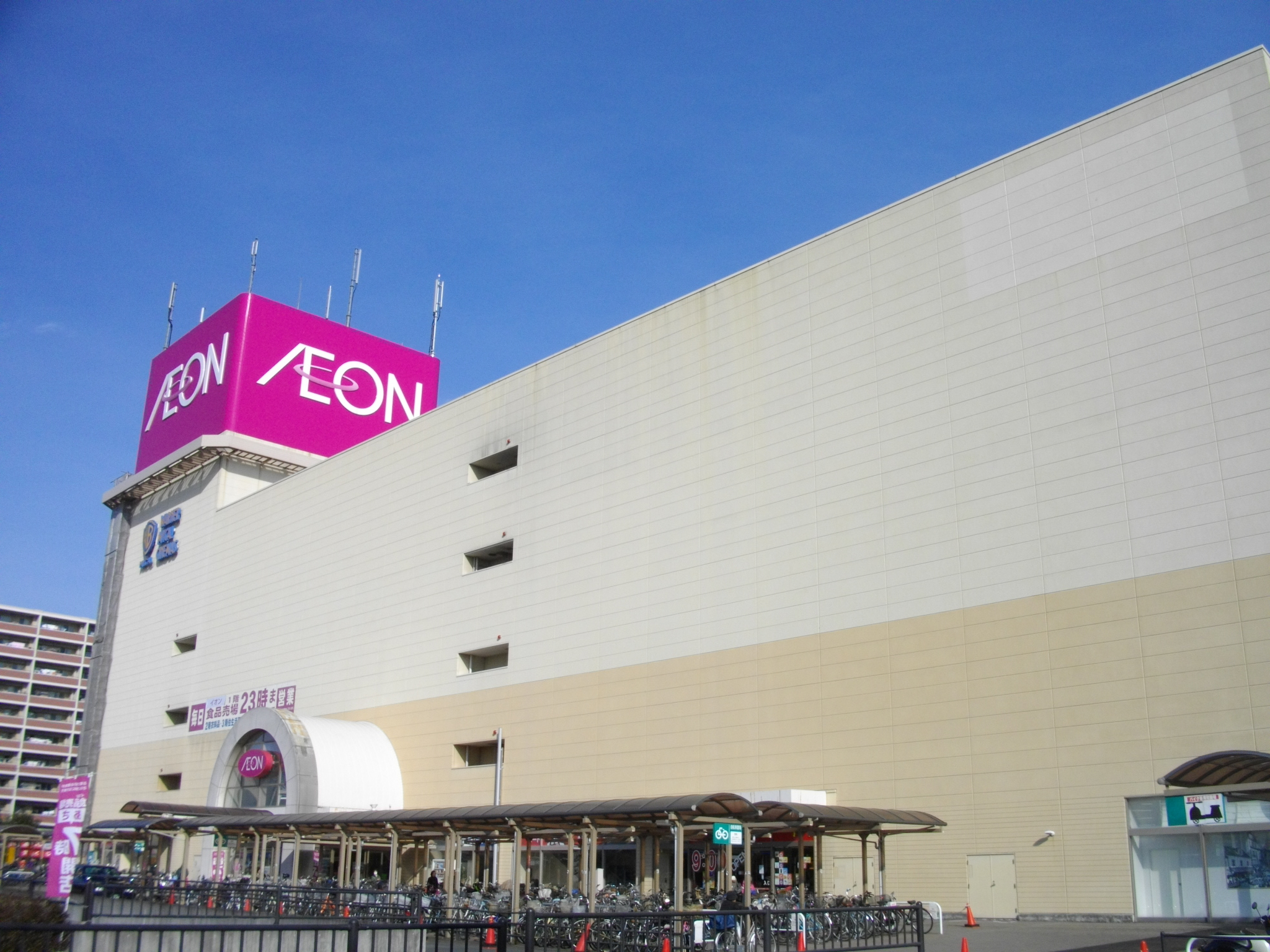
イオン大宮店 （埼玉県さいたま市北区） ※旧サティ店舗
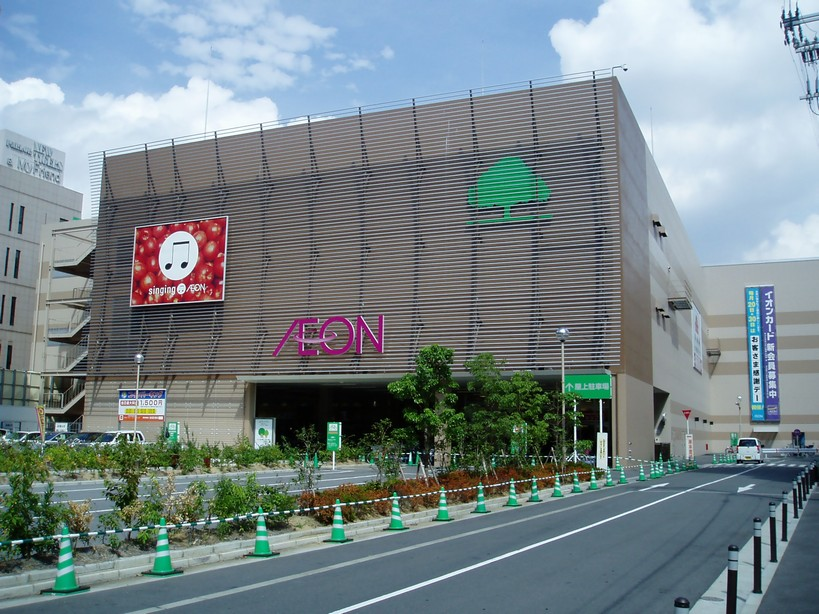
イオン喜連瓜破ショッピングセンター （大阪府大阪市平野区） ※イオン（旧ジャスコ）喜連瓜破駅前店が入居
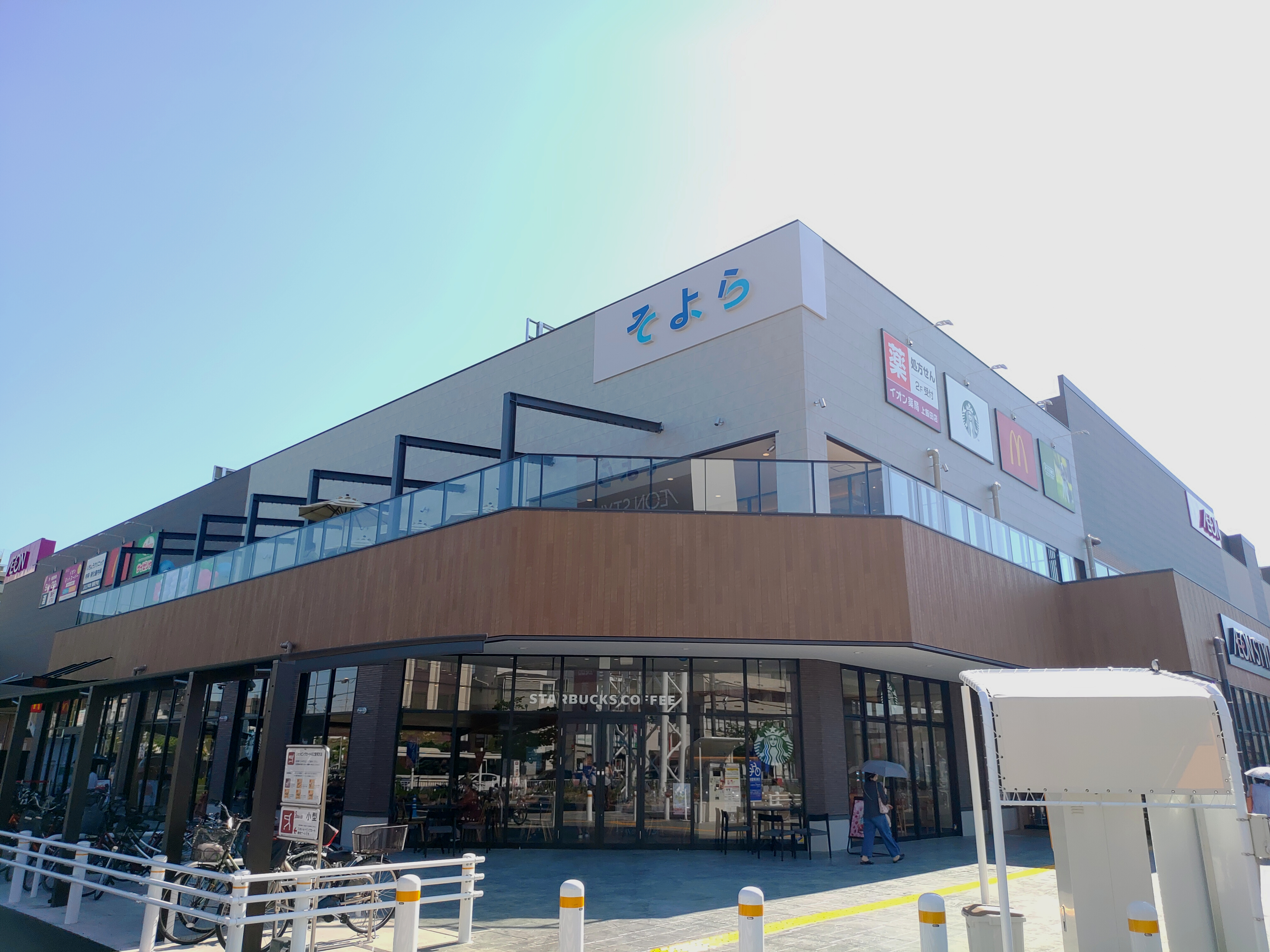
そよら上飯田 （愛知県名古屋市北区） ※イオン（旧ダイエー店舗）閉店後の跡地に建設
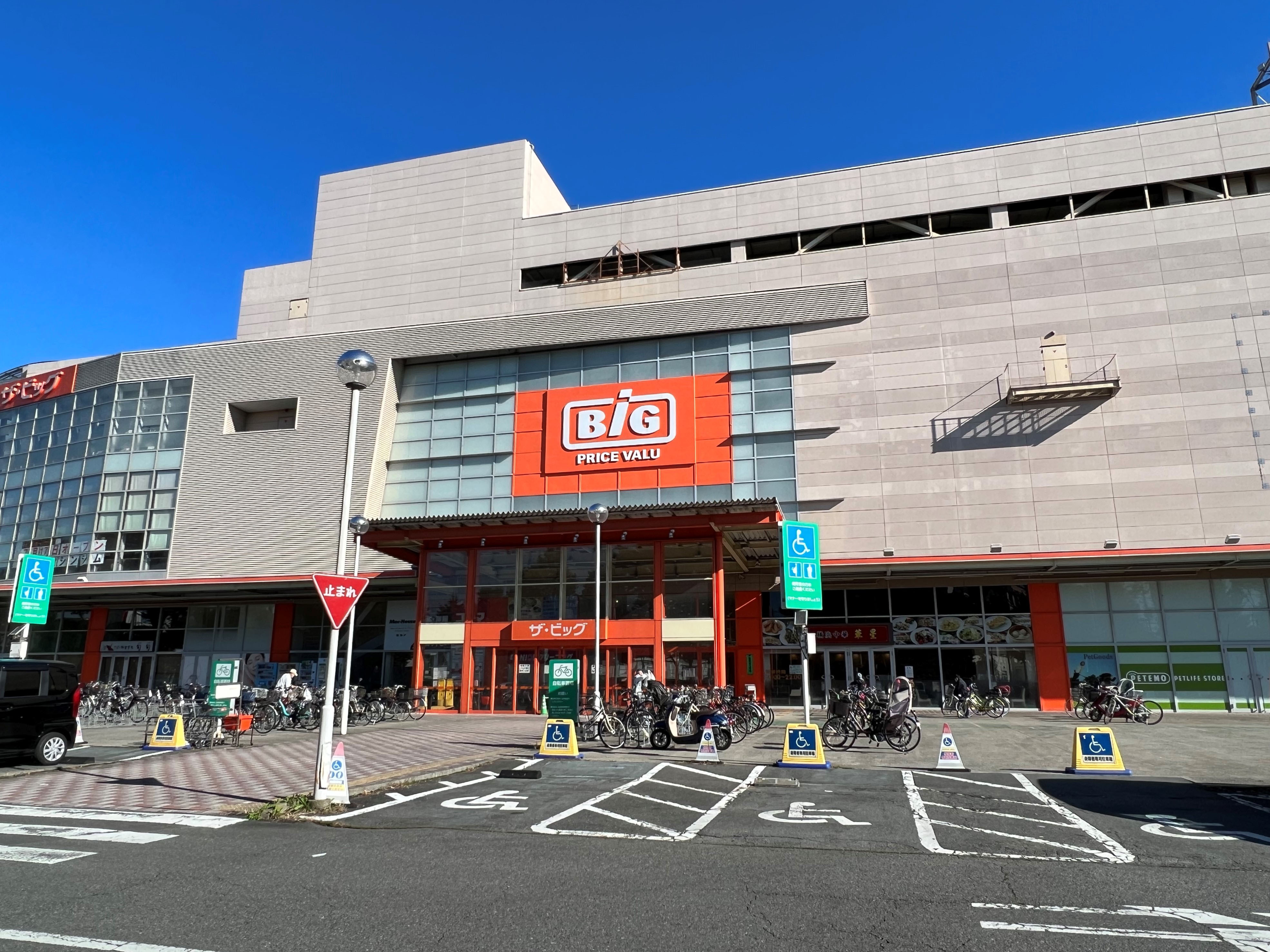
ザ・ビッグ昭島店 （東京都昭島市） ※旧ジャスコ店舗
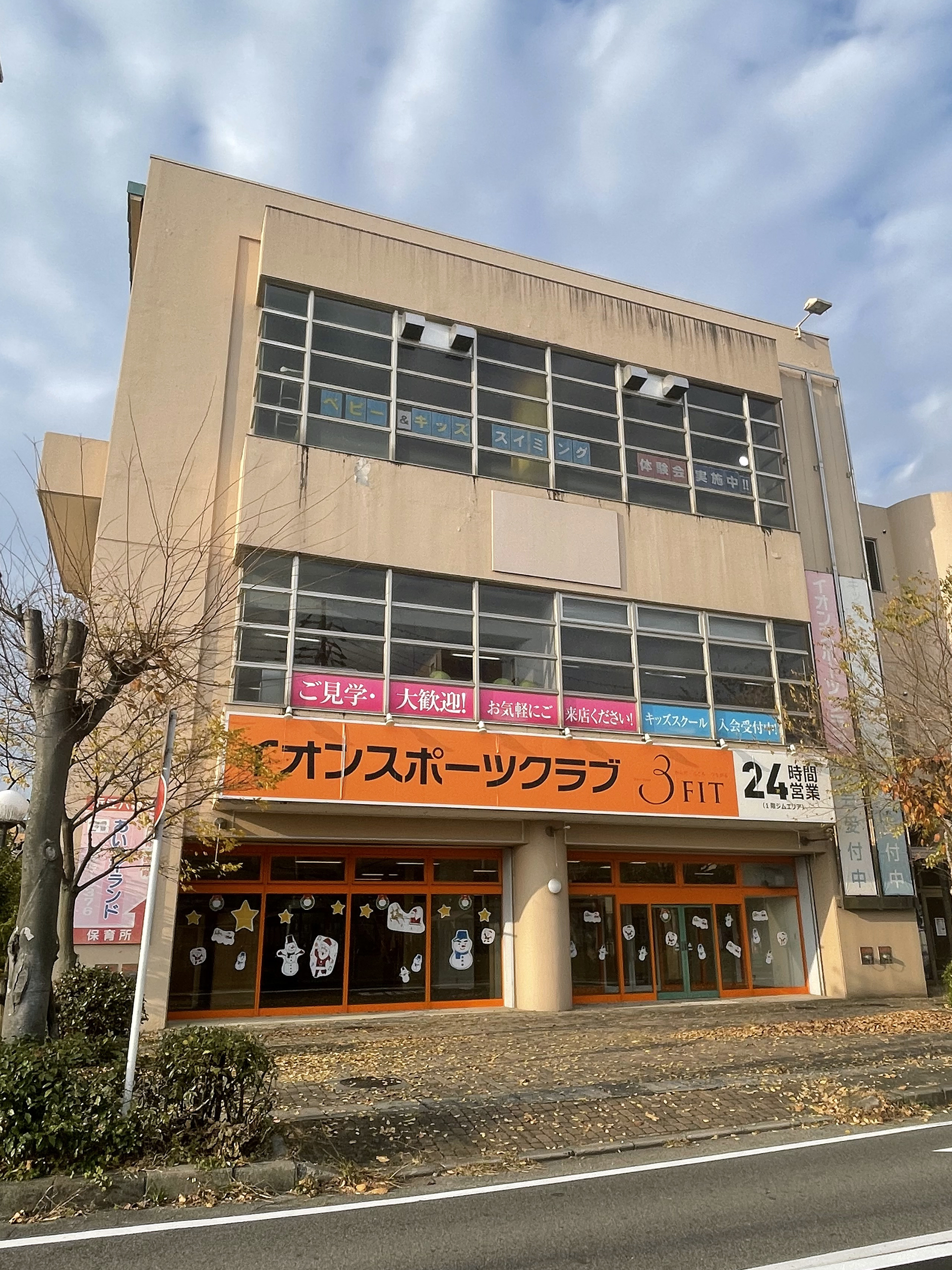
イオンスポーツクラブ近江八幡 （滋賀県近江八幡市）
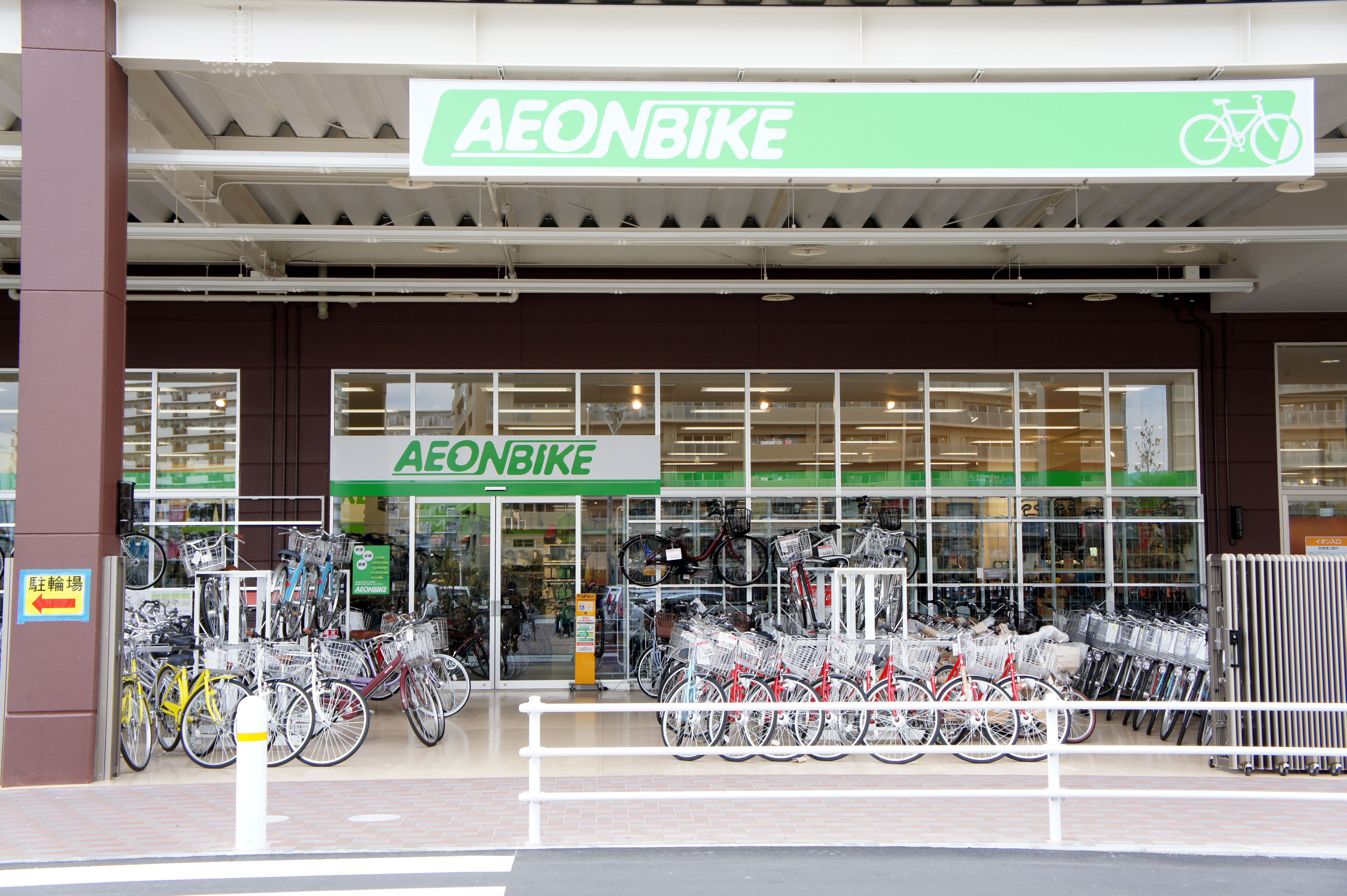
イオンバイク伊丹昆陽店 （兵庫県伊丹市）
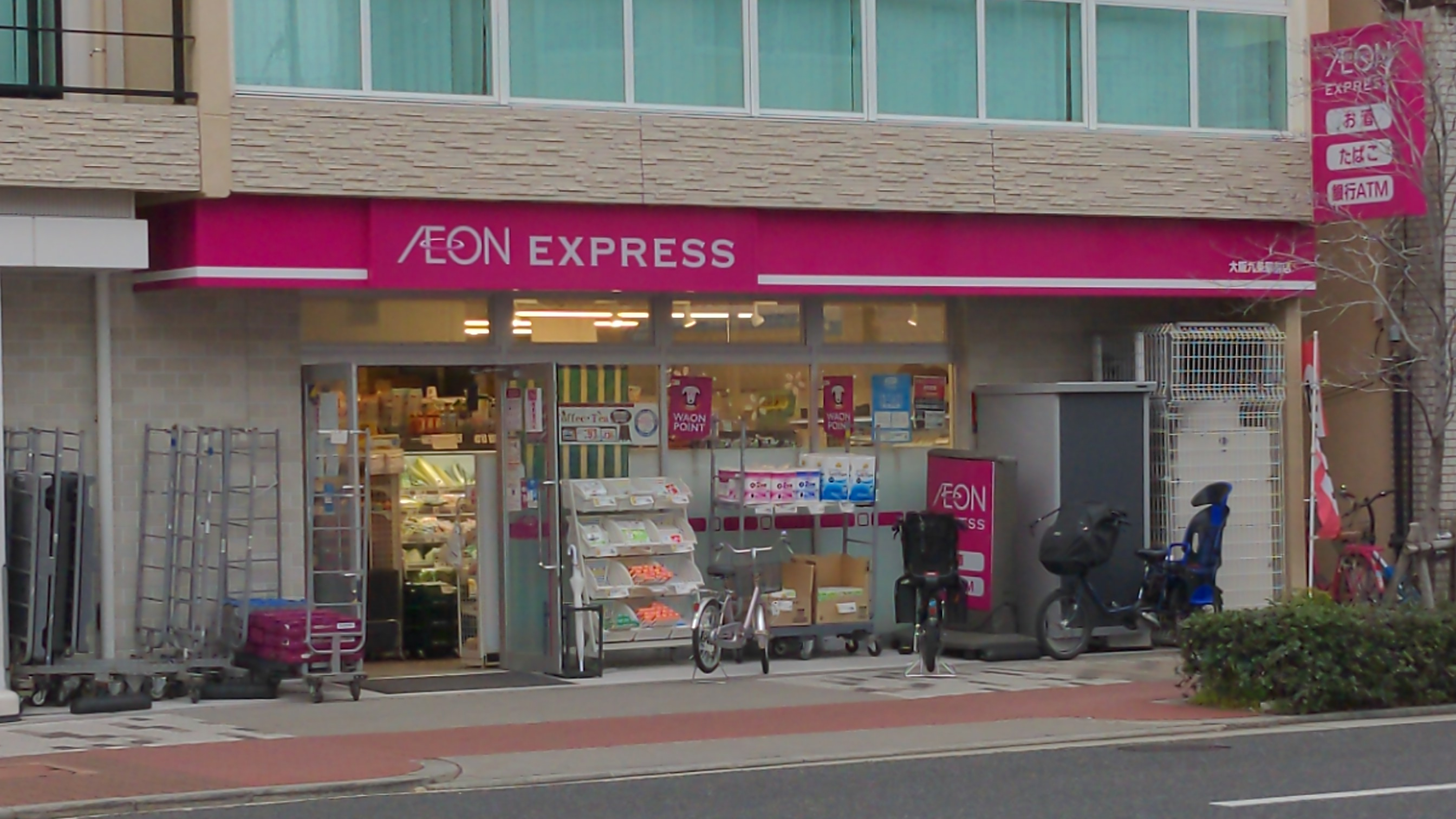
イオンエクスプレス大阪九条駅前店 （大阪府大阪市西区） ※閉店済

### かつて運営していた店舗ブランド
イオンモール（旧：イオン○○ショッピングセンター）
2011年11月21日より、モール型SCのブランド統一との名目で、「イオンショッピングセンター」として運営されていた一部モール型SCがイオンモールへと変更された。ただし、イオンモールへの名称変更後も、イオンリテールやイオン北海道、イオン九州の運営していたSCについては、引き続き各社が運営を行い、イオンモールとは運営会社が異なる状態となっていた。グループの事業整理を目的として2013年11月1日よりイオンリテールが運営していた計54SCがイオンモールへ運営移管された。
イオンショッピングセンター
当社やイオン北海道、イオン九州が運営するショッピングセンターで、従前からイオンショッピングセンター名称のままの店舗の他、旧マイカルタウン「イオン近江八幡ショッピングセンター」「イオン明石ショッピングセンター」など、マイカルから当社経由でイオンモールに移管した店舗が含まれる。「イオンモール」同様、グループの事業整理を目的として2013年11月1日よりイオンリテールが運営していた計15SCがイオンモールへ運営移管された。
ダイエー（総合小売業〈GMS〉・スーパーマーケット〈SM〉）
ダイエーのブランド。愛知県のダイエー5店舗(名古屋市のみ展開)を承継し、「ダイエー」の店舗ブランドもそのまま継承して当社が運営していた。しかし、2015年9月27日を以って愛知県のダイエー全店舗が営業を終了し、休業を経て同年10月1日に「イオン」へブランド変更した。2016年3月1日からも関東・関西の一部及び宮城県・山梨県を継承し、このうちの28店舗は3月中に順次「ダイエー」としての営業を終了し、2日間の休業を経て「イオン」へブランド変更した。2016年5月5日にダイエー碑文谷店が閉店されたのを最後にイオンリテール運営のダイエー店舗は消滅した。
ショッパーズプラザ
ダイエーのブランドであるショッピングモール。ダイエーから2016年3月1日にショッパーズプラザ新浦安、ショッパーズプラザ横須賀の2店を継承した際、同名が引き続き使用された。その後、ショッパーズプラザ新浦安は2017年5月に「イオン新浦安店」に変更され、ショッパーズプラザ横須賀は2019年3月に閉店されたため、イオンリテール運営のショッパーズプラザは消滅した。なお、海老名は引き続きダイエーが運営している。
ビブレ / フォーラス（ファッションビル）
いずれもファッション専門店。イオンは従前から「フォーラス」を運営していたが、2011年3月のマイカルの吸収合併に伴って「ビブレ」の運営を引き継ぎ、2ブランド体制で運営していた。ファッションビル事業の再編による組織統合により、2016年3月1日を以って「フォーラス」4店舗と「ビブレ」9店舗の計13店舗の運営をOPAへ移管したが、先述の通り「ビブレ」の店舗のうち、専門店業態「ビブレジーン」（ビブレジーンイオンレイクタウンを除く）等の運営は引き続きイオンリテールが担当している。
FT
2013年11月30日に立ち上げたファッション、雑貨、カフェ、サロン等を複合した大型専門店。緑色の外観に大きなFTの文字が特徴。吉川美南店（イオンタウン吉川美南内）と湘南茅ヶ崎店（2015年9月18日開業、イオンスタイル湘南茅ヶ崎2階）の2店舗を展開していたが、2020年8月に両店舗を閉店し、ブランドが消滅した。
ホームコーディ（住居用品店）
プライベートブランド「トップバリュ」のうち住居用品（インテリア・食器・家電など）のサブブランド「ホームコーディ」を扱う店舗。単独店としては2017年3月1日に開店した「三宮オーパ2店」の1店舗が営業していたものの、2023年2月28日に閉店した。なお、「イオン」「イオンスタイル」店舗の住居用品売場に「ホームコーディ」コーナーを設ける例はこれ以外にも存在している。